# Trachelyopterus albicrux
Trachelyopterus albicrux és una espècie de peix de la família dels auqueniptèrids i de l'ordre dels siluriformes.

## Morfologia
Els mascles poden assolir els 14 cm de llargària total.

## Distribució geogràfica
Es troba a Amèrica: riu de la Plata a l'Argentina.